# Phénix de Perpignan
Les Phénix de Perpignan sont un club de baseball et softball évoluant à Perpignan dans les Pyrénées-Orientales. 
Fondé en 1983, le club compte environ 100 licenciés en 2024 et regroupe diverses équipes : baby (6U-9U), minime (12U), cadette (15U), softball mixte et senior (18U et 19+). Les équipes s'entrainent au Parc des Sports à Perpignan, quartier Moulin à Vent.
En 2024, le club a créé sa boutique en ligne, proposant les tenues et accessoires aux couleurs des Phénix : t-shirts, sweats, casquettes, stickers, sac à dos :https://www.baseball-perpignan.org/boutique-baseball/

## Histoire
Le club de baseball de Perpignan voit le jour le 18 août 1983 avec les A's[Quoi ?]. Par la suite, un autre club vient les rejoindre : les Wind's, qui se renommeront en Cougars. Ces deux clubs vont cohabiter pendant deux ans sur le même terrain. Les dirigeants décident de fusionner leurs clubs : c’est la naissance des Phénix.
Dix ans après la création du club, les Phénix deviennent champion du Languedoc-Roussillon puis champion de France de Nationale 3 en 1993. La même année, les cadets accéderont au titre régional et termineront à la troisième place nationale.
En 1994, les Phénix accèdent aux phases finales du Championnat de France de baseball Nationale 2 et perdent en demi-finale.
Pendant plusieurs années, le club participe à ce championnat avec plus ou moins de succès. Le club participe aussi au Championnat catalan et jouera sur les deux stades olympiques de Barcelone.
En 1996, le club possède plusieurs équipes : trois équipes minimes (dont une section sportive), une équipe cadette, une équipe junior, deux équipes sénior et une équipe de softball mixte.
En 1999, le club accède à la Nationale 1 (D2) puis le déclin s’amorce. À cause d’un passage à vide et d’un manque de financement, le club redescend en championnat régional. Les meilleurs joueurs se font muter vers les clubs voisins et même si l’équipe minime accède aux quarts de finale en championnat de France, le club est loin de son époque de gloire. En 2007, le club ne compte plus qu’une seule équipe, celle des seniors.
Dès 2008, le phénix reprend son envol et voit la renaissance des équipes baby, minimes, cadettes et softball mixte. Les seniors arrivent en finale régionale en 2008 et 2009. En 2008, ils réintègrent le Championnat de France de baseball Nationale 2. Les Phénix ont en 2009 la possibilité d’y rester mais le manque d’argent les en empêche.
En 2010, l’accent est mis sur la jeunesse. L’équipe minime première des Phénix termine 2e en championnat régional. En septembre, après plus de 10 ans d’absence, le club rouvre la section sportive qui accueille une dizaine de joueurs.
Entre 2011 et 2013, les minimes atteignent la finale du championnat 
mais butent à chaque fois contre les Barracudas de Montpellier.
En 2012, le softball mixte termine à la 2e place du championnat 17th series. 
En 2014, c'est le retour des titres avec les 12U champions régionaux. La DH finit 2e ex-aequo avec Beaucaire.

## Administration
Président
François Cauchy est le président du Perpignan Baseball Club depuis 1994.

## Palmarès
- Senior : 
  - 1993 : Champion du Languedoc Roussillon
  - 1993 : Champion de France de Nationale 3
  - 1994 : demi-finale du Championnat de France nationale 2
  - 1999 : Nationale 1
  - 2008 : Finaliste du championnat régional
  - 2008 : Nationale 2
  - 2009 : Finaliste du championnat régional
  - 2013 : Champion du tournoi des 4 seigneurs de Montpellier
  - 2015 : Champion du Languedoc Roussillon
  - 2016 : Champion du tournoi de Limoges
- 15U : 
  - 1993 : Champion du Languedoc-Roussillon
  - 1993 : 3e des championnats de France
- 12U : 
  - 2002 : 4e des Championnats de France
  - 2010 : Finaliste du championnat régional
  - 2013 : Champion du championnat régional
  - 2013 : 3e des Championnats de France